# Hanns von Wulfestorff

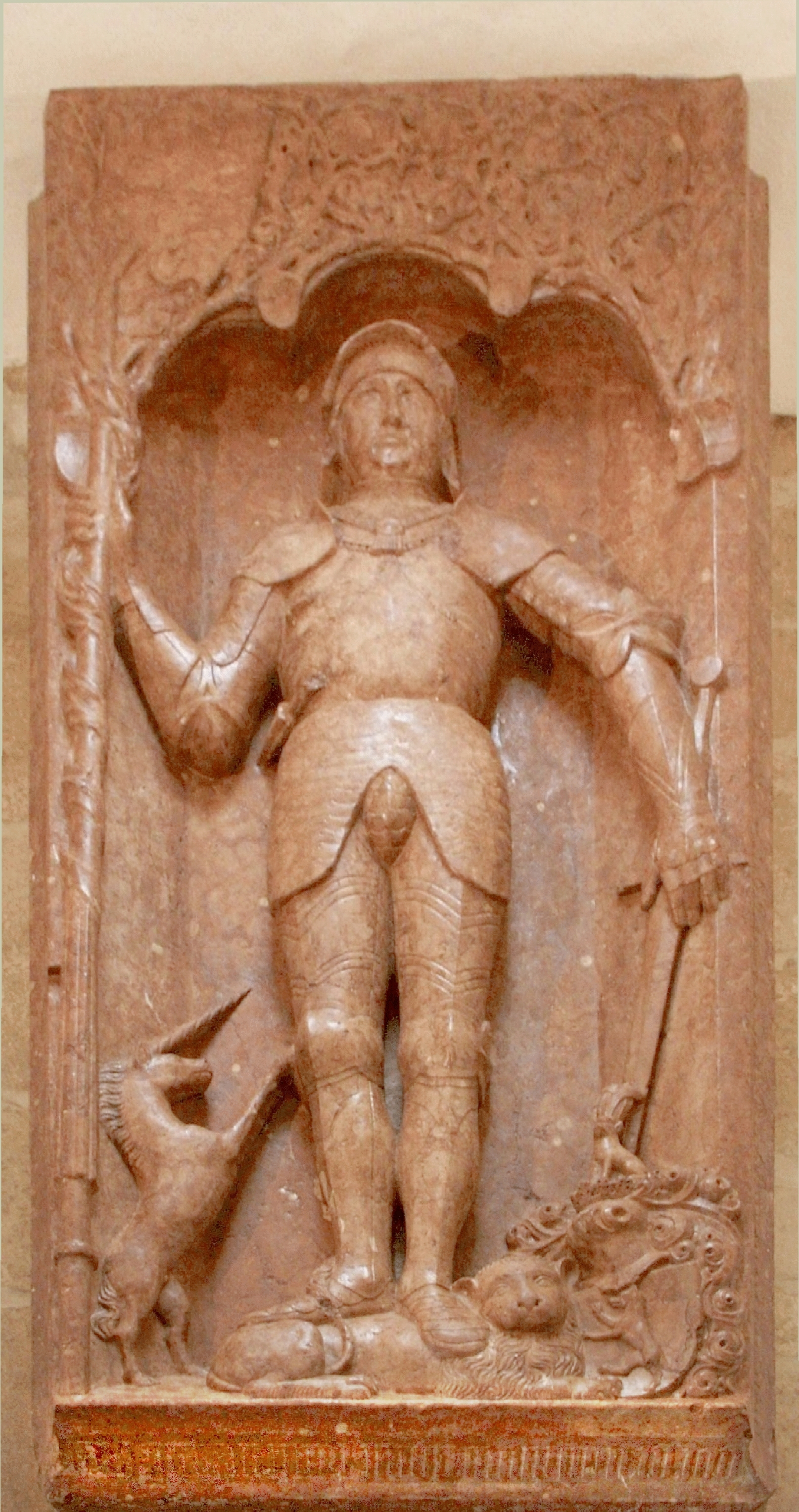
Grabplatte des Hanns von Wulfestorff in der Pfarrkirche von Sitzendorf

Der Ritter Hanns von Wulfestorff (auch „Hans von Wulfersdorf“) († 8. August 1504 in Sitzendorf an der Schmida) war um 1500 Lehnsherr in Sitzendorf an der Schmida im westlichen Weinviertel (Niederösterreich). Unter Kaiser Friedrich III. war er Feldhauptmann, zeichnete sich während der Kämpfe mit dem ungarischen König Matthias Corvinus 1484–1487 besonders aus und organisierte 1484/1485 die Verteidigung Wiens. Für seine Verdienste wurde er reich belohnt, übte das Amt eines königlichen Rates aus und 1494 wurde ihm interimistisch das Münzmeisteramt in Österreich übertragen. Nach seinem Tod übernahm sein Sohn die Herrschaft Sitzendorf und verkaufte diese 1514 an die Freiherren von Rogendorf.